# La Grande Sophie
Pour les articles homonymes, voir Sophie et LGS.
 (février 2009).
Si vous disposez d'ouvrages ou d'articles de référence ou si vous connaissez des sites web de qualité traitant du thème abordé ici, merci de compléter l'article en donnant les références utiles à sa vérifiabilité et en les liant à la section « Notes et références ».
Sophie Huriaux, dite La Grande Sophie (parfois abrégé LGS), née le 18 juillet 1969 à Thionville (Moselle), est une auteure-compositrice-interprète française, qui a démarré au milieu des années 1990 dans le milieu alternatif parisien.

## Biographie

### Enfance
Sophie Huriaux a vécu l'intégralité de sa jeunesse à Port-de-Bouc, près de Marseille, où ses parents s'étaient installés alors qu'elle n'était âgée que de 2 ans. Son père est technicien dans le groupe de sidérugie Usinor et sa mère est infirmière libérale. Elle a son premier déclic musical en découvrant à la télévision le film de Jacques Demy Peau d'Âne.
Elle commence la guitare à 9 ans, puis à 13 ans monte son premier groupe « Entrée interdite » avec son frère et son voisin. À côté des reprises des tubes de l'époque, déjà elle écrit et compose pour le groupe dont elle est la meneuse vocale et musicale. Le 21 juin 1982 ont lieu les premières fêtes de la musique en France. Du haut de ses presque 13 ans, Sophie parvient à convaincre la direction de son collège de laisser son groupe faire l'animation dans l'établissement.

### Les débuts
D'abord attirée par les arts plastiques, la sculpture surtout, elle suit des cours aux beaux-arts à Marseille. Elle continue à écrire et à composer et joue ses morceaux ainsi que des reprises aux terrasses des pizzerias et restaurants marseillais. Après deux années de cours aux beaux-arts, elle choisit d'arrêter ses études pour ne se consacrer qu'à la musique. Elle « monte » à Paris en 1990 où elle rencontre le milieu associatif, en particulier Life Live in the Bar. Avec cette association, accompagnée de sa guitare et de sa grosse caisse, Sophie Huriaux se produit dans de nombreux bars et petites salles de la capitale (Wait & see, L'archipel…). Elle adopte comme nom de scène La Grande Sophie en référence à sa taille d'1m78.
En collaboration avec d'autres jeunes artistes, dont Jean-Jacques Nyssen, Clarika et Philippe Bresson, elle participe à l'écriture et à l'interprétation d'une comédie musicale, La Marée d'Inox, jouée au Théâtre Jean-Vilar de Suresnes en février 1996.

### LaKitchen Miousicet le premier album

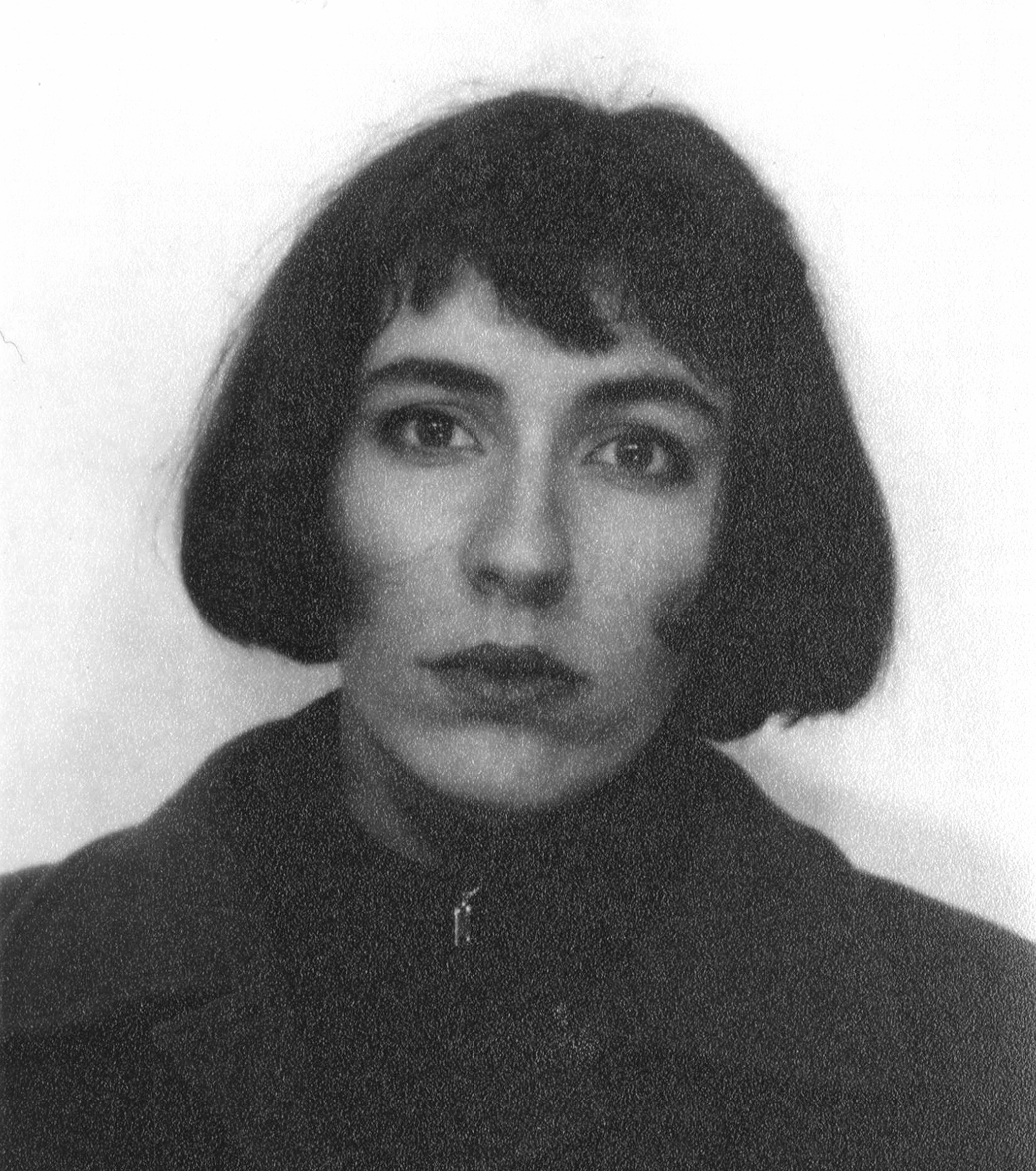
La Grande Sophie en 1993. Photo d'identité (Sacem).

Elle crée la « kitchen miousic », qu'elle définira comme « un mouvement du milieu des années 1990 qui considère l'activité musicale comme peu différente de toute autre tâche quotidienne ». Une manière pour cette autodidacte de désacraliser l'écriture musicale et la scène. Cette auto-définition avait aussi pour but d'exprimer le désir de l'artiste de ne pas se voir attribuer l'étiquette d'un genre musical spécifique.
Ses influences s’étendent de Jacques Dutronc, Françoise Hardy, Alain Souchon, Chrissie Hynde des Pretenders en passant par PJ Harvey, Suzanne Vega et Joe Hisaishi. En 1996, elle est invitée au festival des Francofolies de La Rochelle. L'année suivante, elle sort son premier album auto-produit, La Grande Sophie s'agrandit, sur le label indépendant Les compagnons de la tête de mort.

### La transition vers les grandes maisons de disques
En 2001, accompagnée de musiciens, elle enregistre son deuxième album, Le Porte-bonheur, produit cette fois-ci par une grande maison de disques. L'album s’écoule à plus de 50 000 exemplaires, grâce notamment au titre Martin.
Le 11 mai 2004, La Grande Sophie sort son troisième album, Et si c'était moi, réalisé par Jean-Philippe Verdin, qui lui vaut sa première victoire de la musique en 2005 (révélation scène). Avec les titres Du courage et On savait, l'album dépasse les 130 000 ventes (à ce jour son plus gros succès), ce qui lui permet de se produire à L'Olympia pour la première fois de sa carrière. Elle enregistre aussi un duo avec Lee Hazlewood, qu'elle considère comme « l'une des plus belles voix du monde ». Leather and Lace est un duo franco-anglais pour lequel la Grande Sophie a adapté le texte. Elle écrit également une chanson, Seventy-seven, spécialement pour l'anniversaire de Lee Hazlewood.
Elle participe également au disque On dirait Nino, en hommage au chanteur Nino Ferrer.
La chanteuse fait paraître en octobre 2005 un album intitulé La Suite..., à la tonalité nettement plus rock, poussant les guitares très en avant. L'album sera accompagné d'une longue tournée à travers la France et la Belgique, qui passera une nouvelle fois par l'Olympia et se terminera au Zénith de Paris en janvier 2007.

### La remise en question
À ce point de son parcours, la chanteuse marque une pause, se remet en question. Elle veut revenir à l'essentiel, épurer son style et ses arrangements qu'elle juge alourdis par « des couches et des couches de guitare ».[réf. nécessaire]
En été 2007, elle est invitée aux Francofolies de La Rochelle pour deux créations originales :
- le 12 juillet 2007 : une Conférence chantée sur Barbara, à la suite de la publication de la biographie[5] de cette dernière par Valérie Lehoux, journaliste de Télérama. Pour la circonstance, La Grande Sophie a repris à sa manière, accompagnée de sa grosse caisse et de sa guitare, six titres de Barbara[6]. La Grande Sophie reprendra régulièrement Dis, quand reviendras-tu ? dans ses concerts de 2008 et 2009.
- le 14 juillet 2007 : sur la grande scène de St Jean d'Acre, la chanteuse se présente avec les soixante musiciens des harmonies de Lille-Fives et de La Rochelle[7]. Le projet initial avait retenu le chanteur Arno pour cette création, mais à la suite de la défection de ce dernier dès les premières répétitions, La Grande Sophie accepte de le remplacer. Cinq de ses titres et un morceau de Barbara furent réarrangés, notamment avec la participation de David Hadjadj.

Le 25 février 2008, La Grande Sophie publie un enregistrement de six titres, dans lequel figurent des versions acoustiques de quatre de ses chansons et deux inédits (Un jour de fête et Avec un Grand F.) Cet EP (pour Extended Play) surprend par sa fraîcheur et son dépouillement, mais surtout affirme l'intention de l'artiste.
En mars 2008, La Grande Sophie se lance dans une tournée acoustique en France, Belgique et Suisse, seule en scène. La tournée s'intitule Toute seule comme une grande. Elle se produit dans des petites salles avec seulement sa guitare, sa grosse caisse et sa pédale, dans l'esprit de ses débuts. Mais avec des moyens techniques plus importants, des jeux scéniques et des éclairages bien étudiés.
Au passage, elle participe à Autrement dit, un album de reprises de Claude François sorti le 10 mars 2008, avec la chanson Le jouet extraordinaire.

### Le nouveau départ
Très longuement mûri, le nouvel album Des vagues et des ruisseaux sort le 26 janvier 2009. Le premier titre promu par les médias s'intitule Quelqu'un d'autre, morceau mis en scène dans un clip en forme de clin d'œil au film Inland Empire de David Lynch.
Cet album se distingue des précédents par sa tonalité « boisée », selon les propres termes de l'artiste, et très homogène. Une plus grande place est accordée à la voix, que la chanteuse a beaucoup explorée et travaillée. Désireuse de se préserver de toute influence, La Grande Sophie s'isole chez elle pour le travail de composition, et même les enregistrements vocaux sont réalisés « à la maison ». La Grande Sophie s’est adjoint les services d'Édith Fambuena concernant les arrangements des morceaux de l'album.
La tournée démarre immédiatement par deux concerts à l'Alhambra. Pour cette tournée, la chanteuse se fera accompagner de trois musiciens multi-instrumentistes : un batteur, un contrebassiste et un trompettiste-claviériste ; et occasionnellement d'une violoncelliste. Cette tournée, qui durera quinze mois et comptera une centaine de dates à travers la France, la Belgique, la Suisse et le Canada la mènera entre autres au Casino de Paris, à l'Olympia en novembre 2009 où elle reçoit un disque d'or, et aux Francofolies de La Rochelle, Spa et Montréal. Ce disque d'or, pour Des vagues et des ruisseaux, est le troisième de sa carrière, après ceux obtenus pour Et si c'était moi et La Suite....
Les récompenses s'accumulent dès fin 2009 : le jury des Sonos tonnent, représentant Le Nouvel Observateur, l'Express et Télérama désignent la chanson Quand le mois d'avril comme une des deux meilleures chansons de l'année (avec Ton Héritage de Benjamin Biolay).
En janvier 2010, le Grand Prix de l'Académie Charles-Cros est décerné pour l'ensemble de l'album, dans la catégorie « Chanson ».

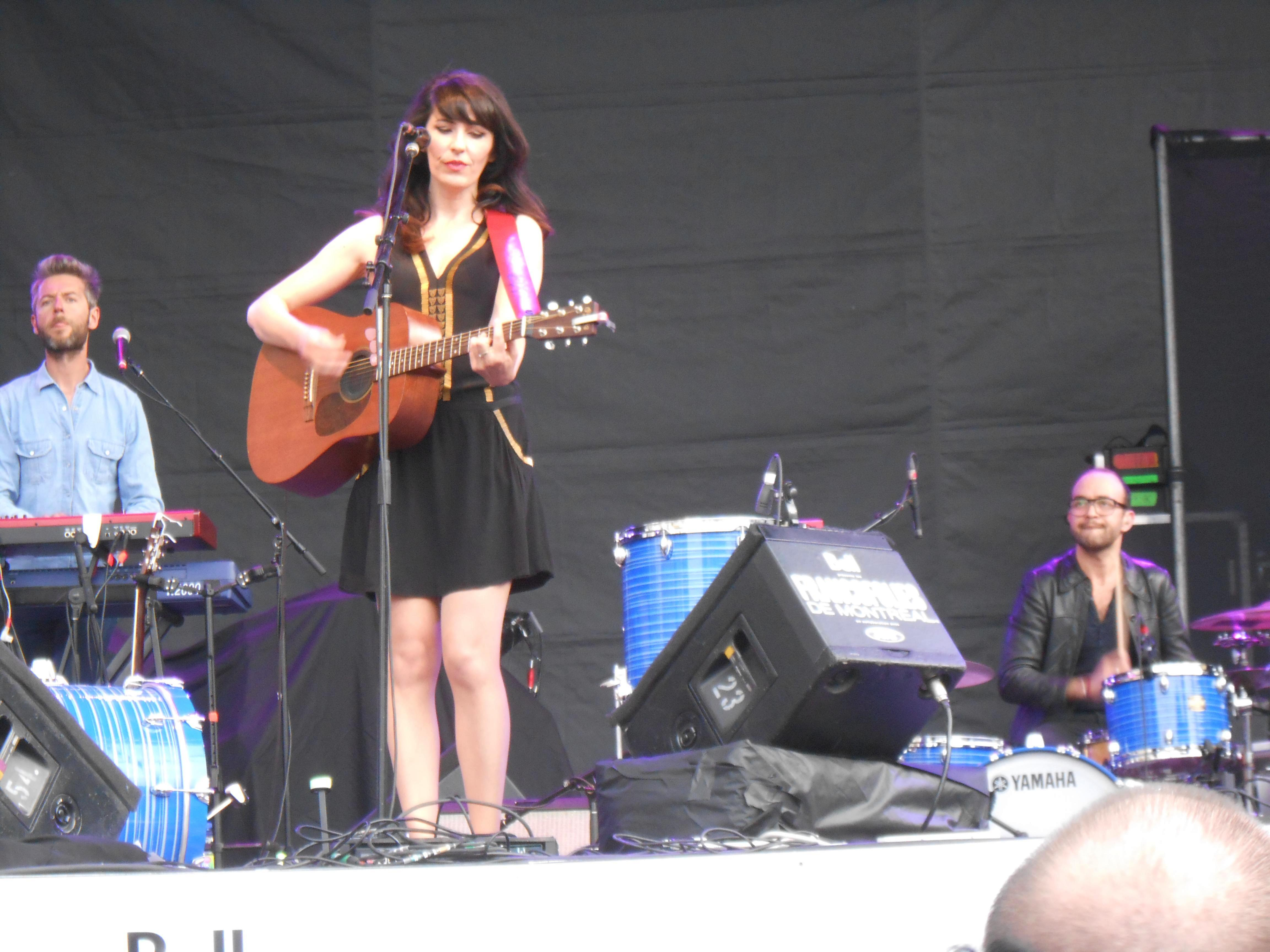
La Grande Sophie, aux FrancoFolies de Montréal, le 13 juin 2013.

Après une participation à La Maison bleue, l'album hommage à Maxime Le Forestier, où elle reprend Comme un arbre dans la ville, elle entre en studio le 29 août 2011 pour enregistrer son sixième album, La Place du fantôme, sorti le 13 février 2012. Elle entame une tournée dans toute la France et en Belgique début mars 2012 jusqu'au mois de mai 2013 avec notamment trois dates au Café de la Danse (les 11, 12 et 13 mars), au Le Trianon (le 29 mai) et à L'Olympia (le 23 novembre), ainsi que plusieurs dates à Québec début novembre.
Le 1er décembre 2014, La Grande Sophie indique être de retour en studio pour enregistrer un septième album. Nos histoires sort en septembre 2015. Le premier extrait de l'album est intitulé Maria Yudina. Sophie découvre par hasard la pianiste russe virtuose, son histoire, son courage, son audace, ses batailles... Sa résistance sous l’ère stalinienne la touche si bien qu'elle décide de composer une chanson en son honneur. 
Artiste de scène, elle repart sur les routes de France afin d’y défendre ses nouvelles compositions. Le public l'a notamment retrouvée le 26 novembre 2015 au Trianon.
Après une tournée mêlant lecture et chant, avec Delphine de Vigan, son album, "cet instant", sort le 13 septembre 2019. Cette sortie s'accompagnera d'une tournée d'une vingtaine de dates, en France, sur la fin d'année 2019 passant notamment par le Trianon à Paris le 19 novembre 2019.  
Un nouvel album La Vie Moderne sort en janvier 2023.  Un premier extrait, La mer, est paru en mai 2022.
Fin 2022 / début 2023, La Grande Sophie participera à la vingtième édition des Hivernales, saison culturelle du pays des Achards

## Discographie

### Albums studio
| Année | Album                       | Classement des ventes | Classement des ventes | Classement des ventes | Classement des ventes |
| Année | Album                       | France                | France TL             | Belgique Wallonie     | Suisse                |
| ----- | --------------------------- | --------------------- | --------------------- | --------------------- | --------------------- |
| 1997  | La Grande Sophie s'agrandit | —                     | —                     | —                     | —                     |
| 2001  | Le Porte-bonheur            | —                     | —                     | —                     | —                     |
| 2003  | Et si c'était moi           | 27                    | —                     | 84                    | —                     |
| 2005  | La suite…                   | 21                    | 9                     | 47                    | —                     |
| 2009  | Des vagues et des ruisseaux | 12                    | 10                    | 21                    | —                     |
| 2012  | La Place du fantôme         | 9                     | 7                     | 12                    | —                     |
| 2015  | Nos histoires               | 12                    |                       | 20                    | —                     |
| 2019  | Cet instant                 | 22                    |                       | 37                    | 55                    |
| 2023  | La vie moderne              |                       |                       |                       |                       |

### Titres isolés
Repris en bonus dans la deuxième édition de La suite :
- 2006 : À bon entendeur : nozobinjob
- 2006 : Seventy Seven

Entendu sur la tournée La Suite :
- 2006 : La Reine du Monde

Entendus sur la tournée Toute seule comme une Grande :
- 2008 : Bulldog
- 2008 : Le bienvenu

Entendu sur la tournée Des vagues et des ruisseaux et sur Virgin Radio Ca part en live :
- 2009 : Love Profusion de Madonna

Autres :
- 2022 : La mer, composée et arrangée par La Grande Sophie

### Titres écrits et composés pour d'autres
- 2010, Mister, pour l'album de Françoise Hardy La Pluie sans Parapluie
- 2010, Personne, pour l'album de Sylvie Vartan, Soleil Bleu
- 2012, Dans les bras d'un pompier (musique et chœurs), pour l'album concept ElleSonParis, titre chanté par Romane Bohringer
- 2013, Contre le vent, pour l'album d'Alex Beaupain Après moi le déluge
- 2018, Le Large, pour l'album de Françoise Hardy Personne d'autre[16]

### Participations
- 2002 :  Les Fils du coupeur de joints, reprise d' Animal en quarantaine d'Hubert-Félix Thiéfaine ;
- 2003 : Recueil frais et disco, reprise de la chanson Dans la salle du bar-tabac de la rue des Martyrs du groupe Pigalle en quatuor avec François Hadji-Lazaro, William Sheller et Sanseverino. Cette chanson est également présente sur l'album Exactement (2006) de Sanseverino ;
- 2005 : Une seule voix contre la sclérose en plaques, version inédite du Passage obligé
- 2005 : On dirait Nino, reprise de Je veux être noir de Nino Ferrer ;
- 2005 : Live 1.0 de Calogero, duo avec le chanteur sur Du courage;
- 2008 : Le jouet extraordinaire, reprise de la chanson de Claude François sur l'album hommage : Claude François Autrement dit ;
- 2009 : Les lumières de Belleville, duo avec la chanteuse Régine sur l'album Régine's Duets;
- 2010 : Les Françoises, groupe éphémère créé pour le Printemps de Bourges avec Camille, Jeanne Cherhal, Emily Loizeau, Rosemary Standley de Moriarty et  Olivia Ruiz ;
- 2011 : Comme un arbre dans la ville, reprise de la chanson de Maxime Le Forestier sur l'album La maison bleue.

## Filmographie
Comme compositrice :
- 2010 : Au bas de l'échelle (téléfilm) d'Arnauld Mercadier avec Helena Noguerra, Vincent Elbaz, Claudia Tagbo, Claude Brasseur...
- 2012 : Nom de code : Rose (téléfilm) d'Arnauld Mercadier avec Claire Keim, Florence Pernel...
- 2019 : Disparition inquiétante (téléfilm) réalisé par Arnauld Mercadier avec Sara Forestier et Pierre Rochefort...
- 2021: Disparition inquiétante "instinct Maternel" (téléfilm) réalisé par Arnauld Mercadier avec Alix Poisson, Charlotte de Turkeim, Rayane Bensetti...
- 2021 : Disparition inquiétante " Une affaire personnelle" (téléfilm) réalisé par Arnauld Mercadier
- 2022 Disparition inquiétante  "Sous pression" réalisé par Arnauld Mercadier avec Julie Depardieu et Brigitte Lahaie
- 2024 Disparition inquiétante " Lorsque l'enfant paraît " réalisé par Arnauld Mercadier avec Béatrice Dalle...

## Distinctions

### Récompenses
- Victoires de la musique 2005 : Victoire du groupe ou artiste révélation scène
- Grand Prix de l'Académie Charles-Cros 2010 : Grand Prix de la catégorie « Chanson » pour Des vagues et des ruisseaux
- Victoires de la musique 2013 : Victoire de l'album de chansons, variétés pour La Place du fantôme
- Festival de la fiction TV de La Rochelle 2013 : meilleure musique pour Nom de code : Rose[17]
- 2023 La Grande Médaille de la chanson Française ( médaille de vermeil) de l'Académie Française, pour son oeuvre.

### Nominations
- Victoires de la musique 2005 : Victoire du groupe ou artiste révélation du public
- Victoires de la musique 2013 : Victoire de l'artiste interprète féminine et Victoire du spectacle musical, tournée ou concert pour La Place du fantôme

### Décorations
- Chevalier de l'ordre des Arts et des Lettres (2025)